# Nouvelle-Zélande aux Jeux olympiques d'hiver de 1968
Cet article contient des informations sur la participation et les résultats de la Nouvelle-Zélande aux Jeux olympiques d'hiver de 1968, qui ont eu lieu à Grenoble en France. La Nouvelle-Zélande fait son retour aux Jeux, pour sa troisième participation, la première depuis Squaw Valley en 1960.

## Résultats

### Ski alpin

#### Hommes
| Athlète        | Épreuve      | Manche 1        | Manche 1 | Manche 2      | Manche 2 | Total           | Total |
| Athlète        | Épreuve      | Temps           | Rang     | Temps         | Rang     | Temps           | Rang  |
| -------------- | ------------ | --------------- | -------- | ------------- | -------- | --------------- | ----- |
| Murray Gardner | Descente     |                 |          |               |          | Disqualifié     | –     |
| Thomas Huppert | Descente     |                 |          |               |          | 2 min 18 s 29   | 61    |
| Robert Palmer  | Descente     |                 |          |               |          | 2 min 09 s 79   | 42    |
| Robert Palmer  | Slalom géant | N'a pas terminé | –        | –             | –        | N'a pas terminé | –     |
| Murray Gardner | Slalom géant | 2 min 13 s 37   | 80       | 2 min 07 s 90 | 73       | 4 min 21 s 27   | 76    |
| Michael Dennis | Slalom géant | 2 min 08 s 69   | 79       | 2 min 09 s 43 | 75       | 4 min 18 s 12   | 74    |
| Thomas Huppert | Slalom géant | 2 min 07 s 60   | 77       | 2 min 13 s 20 | 78       | 4 min 20 s 80   | 75    |

#### Slalom hommes
| Athlète        | Manche 1      | Manche 1 | Manche 2      | Manche 2 | Finale         | Finale       | Finale         | Finale       | Finale       | Finale       |
| Athlète        | Temps         | Rang     | Temps         | Rang     | Temps Manche 1 | Rang         | Temps Manche 2 | Rang         | Total        | Rang         |
| -------------- | ------------- | -------- | ------------- | -------- | -------------- | ------------ | -------------- | ------------ | ------------ | ------------ |
| Thomas Huppert | 1 min 04 s 77 | 4        | Disqualifié   | –        | Non qualifié   | Non qualifié | Non qualifié   | Non qualifié | Non qualifié | Non qualifié |
| Michael Dennis | 1 min 12 s 75 | 5        | 1 min 06 s 78 | 4        | Non qualifié   | Non qualifié | Non qualifié   | Non qualifié | Non qualifié | Non qualifié |
| Murray Gardner | Disqualifié   | –        | 1 min 02 s 08 | 3        | Non qualifié   | Non qualifié | Non qualifié   | Non qualifié | Non qualifié | Non qualifié |
| Robert Palmer  | Disqualifié   | –        | 56 s 24       | 3        | Non qualifié   | Non qualifié | Non qualifié   | Non qualifié | Non qualifié | Non qualifié |

#### Femmes
| Athlète        | Épreuve      | Manche 1     | Manche 1 | Manche 2 | Manche 2 | Total         | Total |
| Athlète        | Épreuve      | Temps        | Rang     | Temps    | Rang     | Temps         | Rang  |
| -------------- | ------------ | ------------ | -------- | -------- | -------- | ------------- | ----- |
| Anne Reid      | Descente     |              |          |          |          | 1 min 53 s 12 | 37    |
| Anne Reid      | Slalom géant |              |          |          |          | 2 min 13 s 30 | 42    |
| Margot Blakely | Slalom       | Disqualifiée | –        | –        | –        | Disqualifiée  | –     |
| Anne Reid      | Slalom       | 52 s 97      | 32       | 57 s 61  | 29       | 1 min 50 s 58 | 30    |

## Référence
- (en) Cet article est partiellement ou en totalité issu de l’article de Wikipédia en anglais intitulé « New Zealand at the 1968 Winter Olympics » (voir la liste des auteurs).